# 多田野トンネル
多田野トンネル（ただのトンネル）は、福島県郡山市にある道路トンネルである。

## 概要
- 全長：293.0m
- 幅員：6.0（8.5）m
- 有効高：4.7m
- 工法：NATM工法（上半先進ベンチカット工法・補助ベンチ付き全断面・発破掘削工法）
- 施工：共立土建・昭和建設工業特定建設工事共同企業体
- 竣工：2004年3月[1]

市内逢瀬町多田野に位置し、福島県道6号郡山湖南線を通す。狭隘で急カーブの続く三森峠の改良である三森バイパスの整備に伴い、地方道改築事業として2002年度より建設された。2003年8月26日に貫通し、2005年12月3日にバイパス一部開通に伴い供用が開始された。総工費は8億500万円。
トンネル内で音が響くことを利用し、竣工時、開通前のトンネル内部で記念コンサートが行われた。